# Carro solar de Trundholm
O carro solar de Trundholm é um objecto de bronze descoberto em 1902 em Trundholm en Odsherred, perto de Nykøbing, província de Sjælland (Celandia) na Dinamarca. O artefato representa um cavalo e um grande disco, ambos colocados sobre uma estrutura similar a uma biga, com rodas de raios.
Está datado na primeira Idade do bronze, ao arredor de 1400 a.C.. Encontra-se presentemente conservado em Copenhague, no Nationalmuseet.